# ستيف رودس (لاعب كرة قدم أمريكية)
ستيف رودس (بالإنجليزية: Steve Rhodes)‏ هو لاعب كرة قدم أمريكية أمريكي، ولد في 26 ديسمبر 1957.